# 캣섬

캣 섬

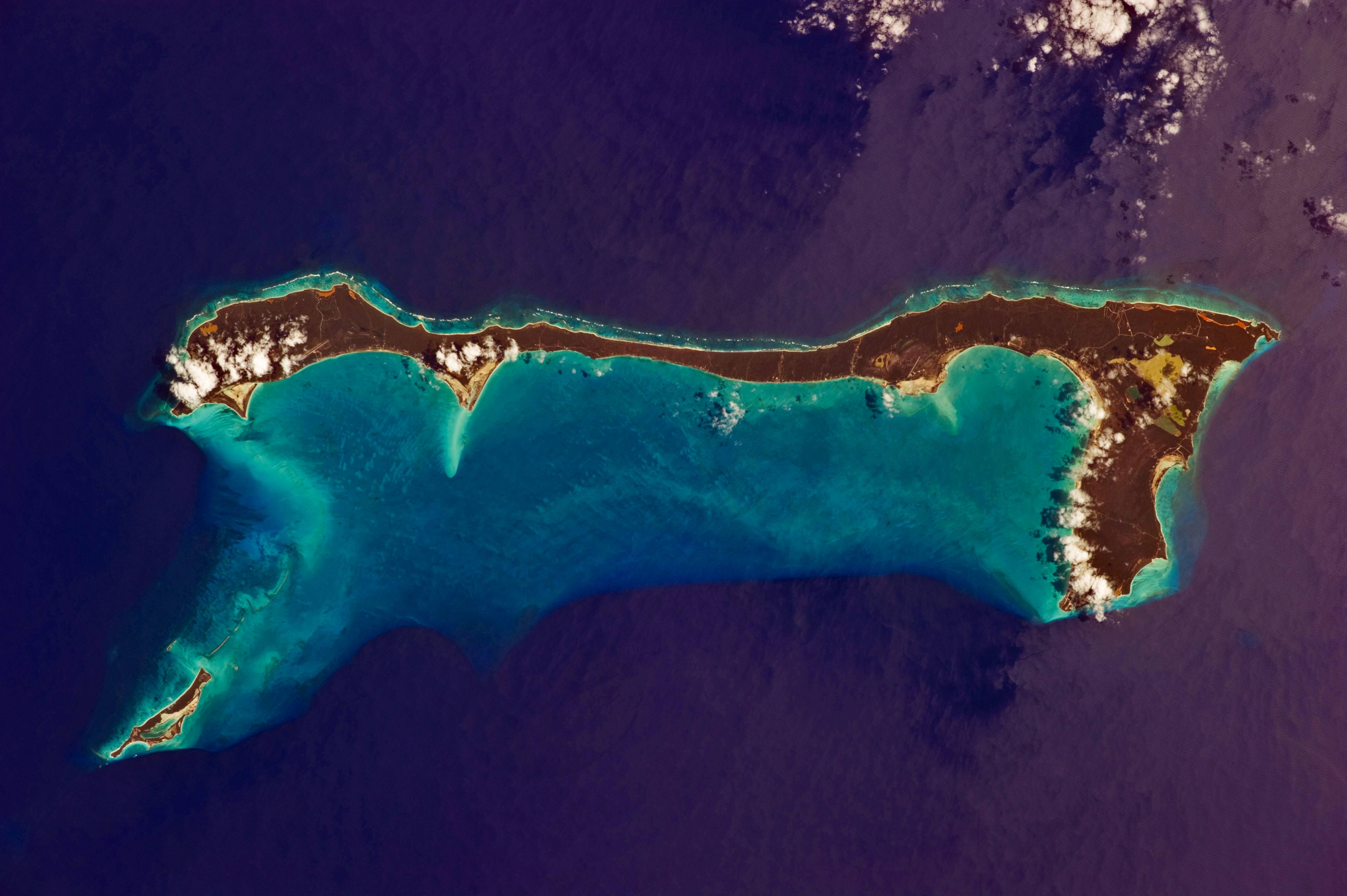
캣 섬 위성 사진

캣섬(영어: Cat Island)은 바하마의 섬으로 면적은 389km2, 높이는 63m, 인구는 1,522명(2010년 기준)이다.